# Alaysia spiralis
Alaysia spiralis är en ringmaskart som beskrevs av Southward 1991. Alaysia spiralis ingår i släktet Alaysia och familjen skäggmaskar. Inga underarter finns listade i Catalogue of Life.